# Reator S1G
O S1G é um reator nuclear naval utilizado pela Marinha dos Estados Unidos para fornecer geração de eletricidade e propulsão em navios de guerra. Inicialmente ele foi chamado de SIR (Submarine Intermediate Reactor). A designação S1G ignifica:
- S = Reator nuclear utilizado em submarino
- 1 = Primeira geração de reatores projetado pelo contratante
- G = General Electric, a designer contratada

## História
Este reator foi construído pela General Electric como um protótipo para o submarino USS Seawolf (SSN-575) . Era um reator nuclear refrigerado por metal líquido usando sódio puro para resfriar o núcleo, em vez de água, devido a maior temperatura do líquido de sódio (em comparação com a água pressurizada) que permitia a produção de mais vapor superaquecido em geradores de vapor. Isto resultou em um ciclo térmico mais eficiente, produzindo mais potência nos eixos para um dado tamanho do reator. Foram projetados para operar a uma temperatura de 1.700 °F (927 °C) +/-
300 °F (149 °C) por um ciclo total de 900 horas, no entanto o projeto do reator teve problemas devido a restrições de temperatura de operação. A principal desvantagem deste conceito era a ignição de sódio quando exposto ao ar.
S1G foi usado para teste e treinamento. Eventualmente, um vazamento de sódio resultou em um incêndio e a instalação foi descomissionada. Entretanto os reatores S1W e S2W, reatores de água pressurizada, concebidos para o USS Nautilus (SSN-571), já haviam demonstrado a sua confiabilidade superior. As instalações do reator S1G e a sua esfera de Horton foram mais tarde reutilizados no  D1G, protótipo de reator nuclear para cruzadores.